# Alfonso Ferrabosco l'Anziano
Alfonso Ferrabosco detto l'Anziano (Bologna, 1543 – 12 agosto 1588) è stato un compositore italiano, padre di Alfonso Ferrabosco il Giovane.
Per lo più famoso come unico madrigalista italiano in Inghilterra e principale autore della crescita del madrigale in quel paese, compose anche molta musica sacra. Si dice anche che potrebbe essere stato una spia di Elisabetta I dopo il suo ritorno in Italia

## Biografia
Era il figlio maggiore di Domenico Ferrabosco, membro di un'aristocratica famiglia bolognese che vantava una serie di musicisti da diverse generazioni. Alfonso nacque a  Bologna. Poco si conosce dei primi anni della sua vita, ma è noto che trascorse parte di essi a Roma ed altri in Lorena al servizio di Carlo di Guisa}. Nel 1562, probabilmente con suo zio, si recò in Inghilterra per la prima volta, dove riuscì a trovare un impiego presso la corte di Elisabetta I. Durante la sua vita fece dei viaggi periodici in Italia, non senza polemiche, poiché né il papa  né l'Inquisizione approvavano il suo soggiorno in Inghilterra, che nel tardo XVI secolo era in guerra con i paesi cattolici romani. Mentre era in Inghilterra aveva perso la sua eredità italiana e ritornato in Italia venne accusato di alcuni reati commessi in Inghilterra (anche di ruberie e dell'omicidio di uno straniero). Dopo esser riuscito a chiarire la questione, lasciò definitivamente l'Inghilterra nel 1578 e non vi fece più ritorno. Morì poi a Bologna dieci anni dopo.
Molti dissero che era un agente dei servizi segreti di Elisabetta, durante i suoi numerosi soggiorni in Italia, in un periodo in cui era molto importante per l'Inghilterra conoscere quanto avveniva in quel paese, tuttavia non vi furono mai delle prove della sua attività spionistica. Era certamente insolitamente ben pagato per essere un musicista alla corte di Elisabetta. I tentativi di Elisabetta di convincerlo a tornare in Inghilterra dopo il 1580 furono però infruttuosi.

## Musica
Ferrabosco importò il madrigale in Inghilterra. Anche se non fu lui a dare inizio alla moda del madrigale, realmente iniziata nel 1588 con la pubblicazione del Musica Transalpina di Nicholas Yonge, la cui popolarità era tale che divenne immediatamente il tipo più diffuso di composizione in Inghilterra, egli aveva piantato i semi di questo sviluppo. Lo stile Ferrabosco poteva essere considerato conservatore per gli standard di un Marenzio o di un Luzzaschi, ma era armonizzato con il gusto inglese. La maggior parte dei suoi madrigali erano a cinque o sei voci, leggeri nello stile e in gran parte ignorando i progressivi sviluppi avvenuti in Italia, come un espressivo cromatismo e la parola dipinta. Tecnicamente erano magistrali e questa era la qualità che impressionò di più i commentatori inglesi: "abilità profonda" fu la frase, usata da Thomas Morley, per descrivere il suo lavoro quando pubblicò molti dei suoi brani in una raccolta nel 1598, dieci anni dopo la sua morte.
Oltre ai madrigali, Ferrabosco scrisse musica sacra, tra cui mottetti, lamenti, e diversi inni, il tutto nello stile vocale a cappella. Compose anche musica strumentale: Fantasie, Pavane, gagliarde e In Nomine per una varietà di combinazioni strumentali tra cui liuto e viola.